# Paradicsomjakamár
A paradicsomjakamár (Galbula dea) a madarak (Aves) osztályának harkályalakúak (Piciformes) rendjébe, ezen belül a jakamárfélék (Galbulidae) családjába tartozó faj.
A magyar név forrással nincs megerősítve, lehet, hogy az angol név tükörfordítása (Paradise Jacamar).

## Előfordulása
Ez a madárfaj Brazília, Bolívia, Ecuador, Kolumbia, Francia Guyana, Guyana, Peru, Suriname és Venezuela területén honos.

## Alfajai
- Galbula dea amazonum (P. L. Sclater, 1855)
- Galbula dea brunneiceps (Todd, 1943)
- Galbula dea dea (Linnaeus, 1758)
- Galbula dea phainopepla (Todd, 1943)

## Megjelenése

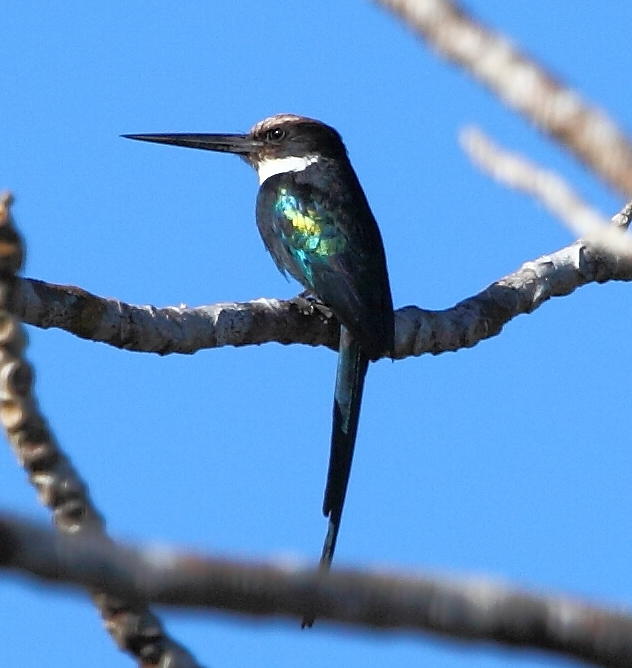
Élő példány

A fej-testhossza 30 centiméter. A madárnak sötét tollazata van. Hosszú farktolla, a végei felé egyre jobban elvékonyodik. A toroktájéka fehér. A szárnyai fénylő sötétzöldek. A hosszú, vékony csőre fekete. A fajon belül nincs nemi kétalakúság. Alfajtól függően a feje teteje lehet világosszürke vagy sötétbarna. A lábai 4-4 lábujjban végződnek; ezekből 2-2 előre, míg 2-2 hátra mutat.

## Életmódja
Egyaránt megtalálható az erdőkben és a nyílt térségekben is. Röpképes gerinctelenekkel táplálkozik, melyeket röptében kap el. Nem félénk madár, azaz az ember közelségét megtűri. Párban vagy kisebb csapatban látható. A legtöbbször a fák lombkoronái között ül, ahol a zöldes tollazata jól elrejti. Gyakran más, nagyobb madárfajokkal társul; abban reménykedve, hogy az általuk megzavart rovarokat elkaphassa.

## Szaporodása
Fészkét a fán lakó termeszek váraiba, vagy a folyók magas partjaiba vájja. A fészekalj általában 2-4, fényesen fehér tojásból áll.